# Naive and sentimental music
Naive and sentimental music is een compositie van John Adams.
Adams kwam op de titel teruglezend in Über naive und sentimentalische Dichting (1795) van Friedrich Schiller. Er wordt daarin onderscheid gemaakt tussen twee soorten kunstenaars. De “Naive” scheppen iets omdat ze de drang hebben iets te scheppen. De Sentimentalische kijkt meer om zich heen, ziet of zijn werk bij hem of zijn omgeving past, houdt rekening mee wat zijn schepping voortbrengt en eventueel ook wat mensen in de toekomst met zijn schepping aan willen vatten. In de toelichting van Nonesuch Records werd het wel vergeleken met het ontstaan en voortzetten van de minimalistische muziek; in de beginjaren kwam het uit de componisten zelf, maar later pasten toch enkelen die stijl om wat voor reden dan ook aan. Hij zag het ook in zijn eigen werken terug; eerst (Shaker loops, Harmonium) geheel minimalistisch in de trant van Terry Riley en Steve Reich, later (onder meer dit werk) meer zijn eigen stijl zoekend binnen wat dan postminimalisme heet. De basis is er nog wel, maar wordt omringd door andere stijl(en).
Het werk kent een driedelige structuur, die wel vergeleken kan worden met een symfonie, maar die term was in die jaren niet geliefd (kwam later wel weer terug). De drie delen:
1. Naive and sentimental music (circa 18 minuten); Adams omschreef het als een essay en constateerde later dat het begin toch voornamelijk veel weg heeft wat hoe Joni Mitchell en Paul McCartney hun liedjes begon (met gitaar, piano en harp)
2. Mother of the man (circa 15 minuten); grijpt terug op een ander werk van Adams, Berceuse élégiaque
3. Chain to the rhythm (circa 11 minuten);; is terug naar de basis, muzikale motieven schuiven door elkaar.

De opdracht van het werk was afkomstig van een conglomeraat aan orkesten: het Los Angeles Philharmonic Orchestra, Ensemble Modern, Vancouver Symphony Orchestra en Sydney Symphony Orchestra. Het grote symfonieorkest LAPO gaf Adams de mogelijkheid ook breeduit te orkestreren:
- 4 dwarsfluiten (III en IV ook piccolo), 3 hobo’s (III ook althobo), 3 klarinetten (II ook basklarinet), 1 basklarinet, 3 fagotten (III ook contrafagot)
- 4 hoorns, 4 trompetten, 3 trombones, 2 tuba’s
- pauken, 5 personen percussie, 2 harpen, piano, celesta, orgel/synthesizer/sample, staalsnarige gitaar
- violen, altviolen, cello en contrabassen.

Het LAPO gaf de wereldpremière van het werk op 19 februari 1999 onder leiding van dirigent Esa-Pekka Salonen, de combinatie nam het mee voor diverse concerten in de Verenigde Staten. Die combinatie legde het in oktober 1999 ook vast voor Nonesuch. Salonen had om het werk gevraagd en Adams was toen naar dat orkest gegaan tijdens het repeteren van Symfonie nr. 4 van Anton Bruckner en was/raakte onder de indruk van de totale klank van werk en orkest. Die romantische klanken en die van Jean Sibelius, en Gustav Mahler probeerde hij te vertalen naar een nieuw werk. Het werk stond na de première op de lessenaars van andere “grote Amerikaanse orkesten” het Chicago Symphony Orchestra onder leiding van Adams zelf en het Boston Symphony Orchestra onder leiding van David Robertson. Salonen bracht het werk ook naar het Koninklijk Concertgebouw; het was 11 november 1999 (vlak na de Nonesuch-opname) toen hij het Koninklijk Concertgebouworkest leidde in dit werk. Een andere Nederlandse binding was dat Edo de Waart, promotor van de muziek van Adams, het Sydney Symphony Orchestra leidde op 1 maart 2000. Boosey & Hawkes had op 6 februari 2025 129 uitvoeringen geregistreerd.